# غريس جونسون
غريس جونسون (بالإنجليزية: Grace Mott Johnson)‏ (و. 1882 – 1967 م) هي رسامة، ونحّاتة أمريكية، ولدت في نيويورك، توفيت في روتشستر، عن عمر يناهز 85 عاماً.

## التعليم
تعلمت في رابطة طلاب الفن في نيويورك
.